# زیست‌جامعه‌شناسی

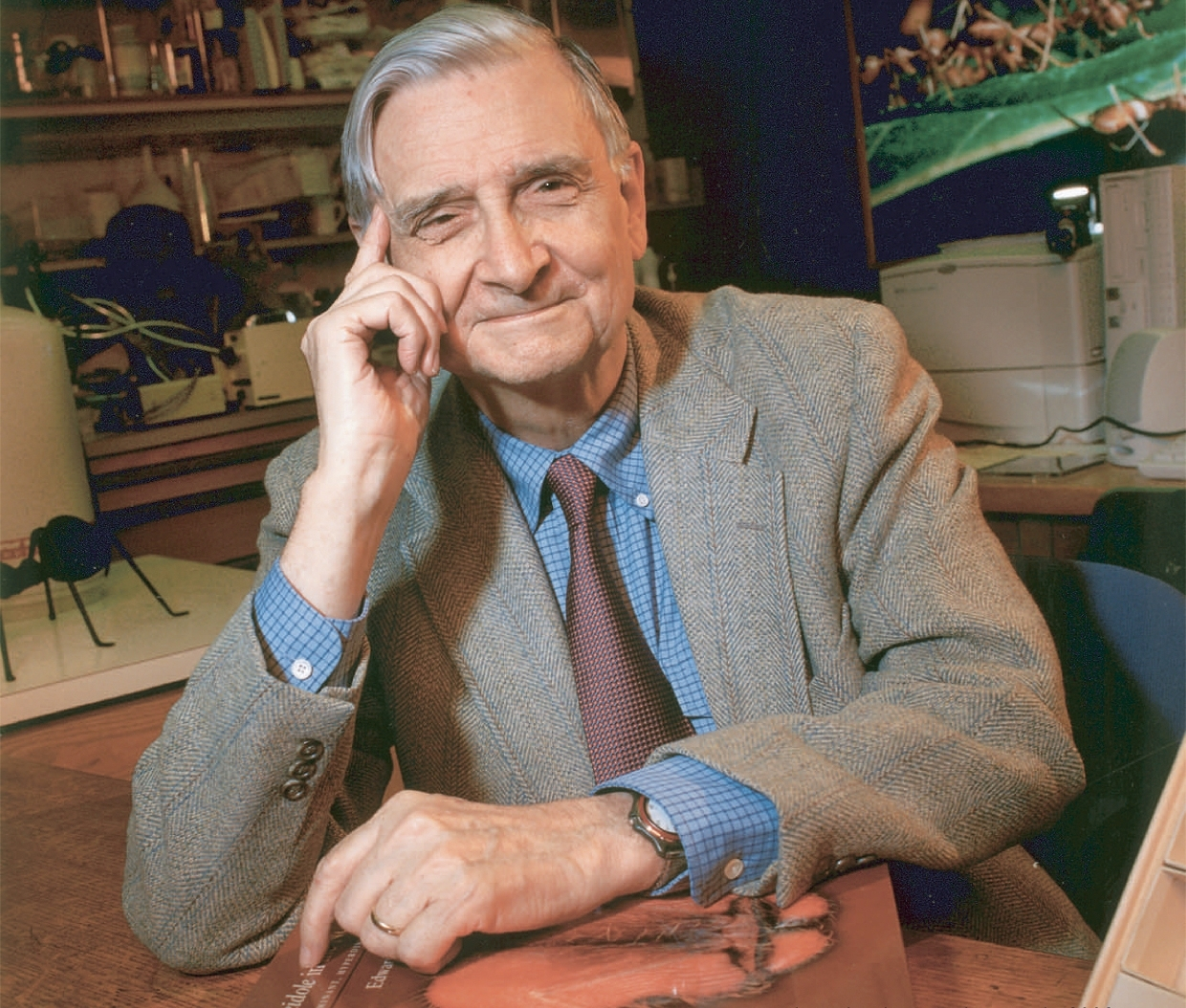
ادوارد ویلسون زیست جامعه شناس مشهور

زیست‌جامعه‌شناسی (به انگلیسی: Sociobiology) مبحث علمی بررسی رفتارهای جانوران (و انسان) با فرض پدید آمدن آن‌ها در طی روند فرگشتی گونه‌ها است. این دانش تلاش می‌کند تا چرایی پدید آمدن رفتارهای گوناگون در جانوران را از دیدگاه فرگشتی توضیح دهد. به عنوان شاخه‌ای از زیست‌شناسی که با رفتارهای اجتماعی سر و کار دارد، زیست‌جامعه‌شناسی، در خود شامل کردارشناسی، انسان‌شناسی، فرگشت، جانورشناسی، باستان‌شناسی، ژنتیک جمعیت، و دیگر شاخه‌های علمی است. در زمینه بررسی رفتارهای اجتماعی انسان، زیست‌جامعه‌شناسی به مباحث انسان‌شناسی داروینی، بوم‌شناسی رفتاری انسان، و روان‌شناسی فرگشتی بسیار نزدیک می‌شود.
از جمله رفتارهایی که در دانش زیست‌جامعه‌شناسی مورد بررسی قرار می‌گیرند می‌توان به الگوهای جفت‌یابی، درگیری‌های قلمرویی، شکار گله‌ای، و زندگی لانه‌ای در حشرات اشاره کرد. زیست‌جامعه‌شناسی بر این پایه استوار است که همان گونه که فشار انتخاب طبیعی باعث می‌شود تا جانوران روش‌های سودمندی برای سازگاری با محیط اطرافشان بیابند، این فشار باعث شکل‌گیری رفتارهای سودمند اجتماعی جانوران در برخورد با اعضای گروه خود و دیگر گونه‌ها نیز شد.
مهم‌ترین کتاب منتشر شده در زمینهٔ این دانش، زیست‌جامعه‌شناسی: تلفیق نوین اثر ادوارد او ویلسون بود که در سال ۱۹۷۵ چاپ شد. ویلسون خود واژه «زیست‌جامعه‌شناسی» را برای نخستین بار به کار برد.